# 施蒂林根
施蒂林根（德語：Stühlingen，發音：[ˈʃtyːlɪŋən] ⓘ）是德国巴登-符腾堡州弗赖堡行政区瓦尔茨胡特县的城市，面积93.2平方千米，2023年12月31日人口为5,518人。

## 友好城市
- 法國 贝莱姆（1980年）